# 오스미 제도

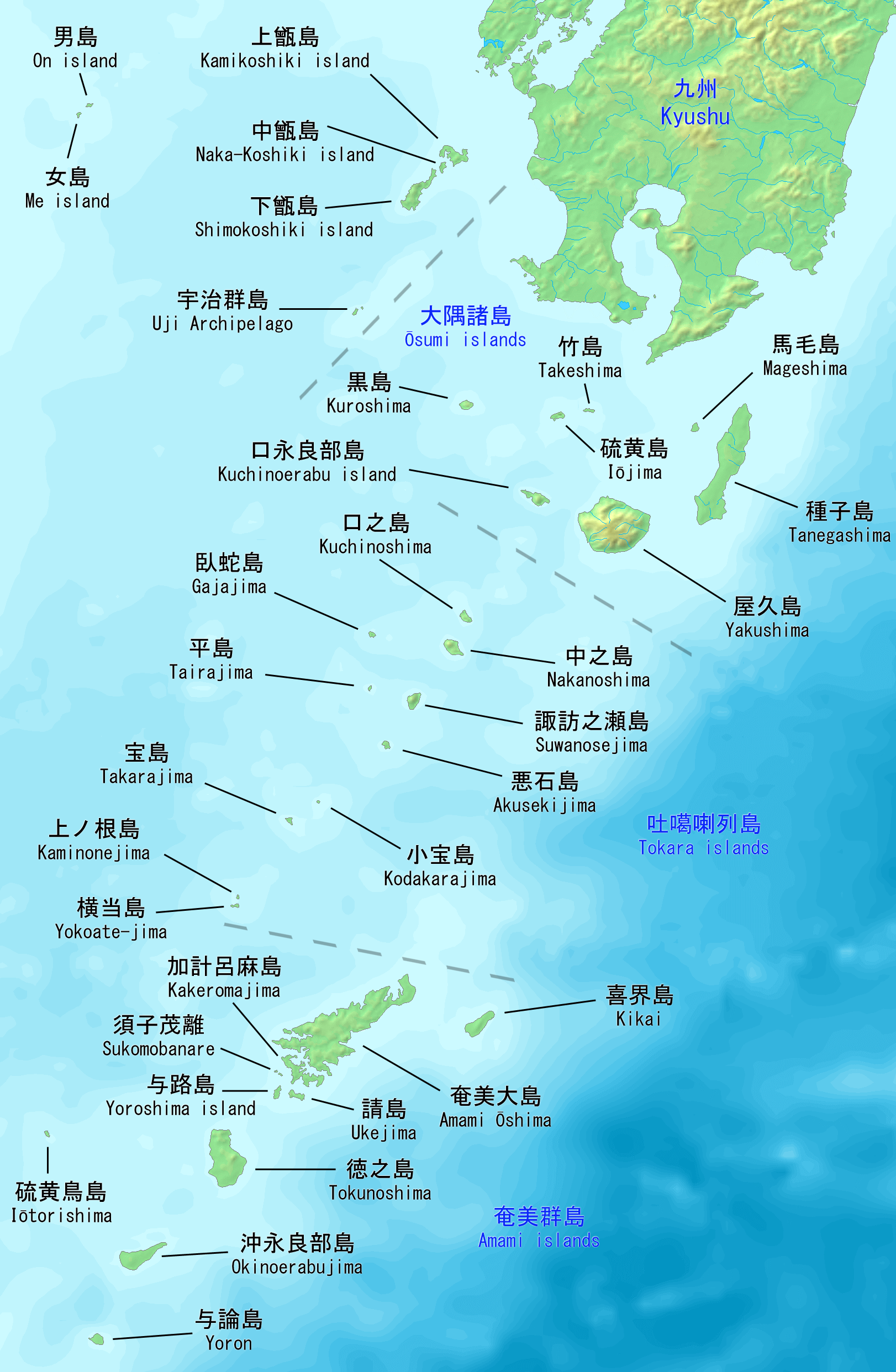
개략 지도

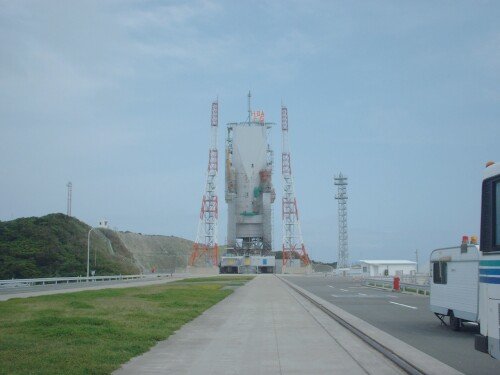
다네가시마 우주 센터

오스미 제도(일본어: 大隅諸島, おおすみしょとう)는 일본 류큐 열도 중에서 규슈와 가까운 북부의 섬들을 말한다. 행정상으로는 가고시마현에 속하고 다네가섬, 야쿠섬, 구치노에라부섬 등으로 구성되어 있다. 중심지는 다네가섬 북부의 니시노오모테시이다.
프랑스 해군의 장바티스트 세실 제독은 1846년에 오스미 제도를 탐험한 바 있는데 옛 프랑스 지도에서는 이 곳이 그의 이름을 따서 “세실 제도”(Archipel Cécille)라 표기되었었다.